# O Homem Que Sabia Demais
The Man Who Knew Too Much (bra/prt: O Homem Que Sabia Demais) é um filme estadunidense de 1956, dos gêneros suspense e film noir, dirigido por Alfred Hitchcock, com roteiro de John Michael Hayes.
Estrelado por James Stewart e Doris Day, é uma refilmagem do filme homônimo de 1934, também dirigido por Hitchcock.
Em entrevista para o livro Hitchcock/Truffaut (1967), em resposta à afirmação do cineasta François Truffaut de que certos aspectos da refilmagem eram de longe superiores ao original, Hitchcock respondeu: "Vamos dizer que a primeira versão é o trabalho de um talentoso amador e a segunda foi feita por um profissional."
O filme estreou no Festival de Cannes de 1956, em 29 de abril.

## Prêmios e indicações
| Prêmio     | Categoria              | Recipiente                                                                  | Resultado |
| ---------- | ---------------------- | --------------------------------------------------------------------------- | --------- |
| Oscar 1967 | Melhor canção original | Jay Livingston and Ray Evans ("Whatever Will Be, Will Be (Que Sera, Sera)") | Venceu    |

## Elenco
- James Stewart ....  Dr. Ben McKenna
- Doris Day ....  Jo McKenna
- Brenda De Banzie ....  Lucy Drayton
- Bernard Miles ....  Edward Drayton
- Ralph Truman ....  Buchanan
- Daniel Gélin ....  Louis Bernard
- Mogens Wieth ....  embaixador
- Alan Mowbray ....  Val Parnell
- Hillary Brooke ....  Jan Peterson
- Christopher Olsen ....  Hank McKenna
- Reggie Nalder ....  assassino
- Noel Willman ....  Woburn
- Alix Talton ....  Helen Parnell
- Yves Brainville ....  Inspetor

## Sinopse
Uma família americana, formada pelo Dr. Benjamin "Ben" McKenna (James Stewart), sua esposa, a popular cantora Josephine Conway "Jo" McKenna (Doris Day) e seu filho Henry "Hank" McKenna (Christopher Olsen), estão de férias em Marrocos. Em sua viagem de Casablanca para Marraquexe, eles conhecem o francês Louis Bernard (Daniel Gélin). Ele parece amigável, mas Jo suspeita de suas muitas perguntas e respostas evasivas.
Bernard se oferece para levar os McKenna para jantar, mas cancela quando um homem de aparência sinistra bate na porta do quarto do hotel dos McKenna. Mais tarde, em um restaurante local, os McKenna se encontram com o amistoso casal de ingleses Lucy (Brenda De Banzie) e Edward Drayton (Bernard Miles). Os McKenna ficam surpresos ao ver Bernard chegar e sentar-se em outra mesa, aparentemente ignorando-os.
No dia seguinte, ao visitar uma feira marroquina com os Draytons, os McKennas vêem um homem sendo perseguido pela polícia. Depois de ser esfaqueado nas costas, o homem se aproxima de Ben, que descobre que ele, na verdade, é o Louis disfarçado. Um moribundo Bernard sussurra que um estadista estrangeiro será assassinado em Londres, em breve, e que Ben deve informar às autoridades de lá sobre um nome, que Ben anota num papel, "Ambrose Chappelle". Lucy se oferece para levar Hank de volta ao hotel enquanto a polícia interroga Ben e Jo, acompanhados por Edward. Um oficial explica que Louis era um agente da inteligência francesa em missão no Marrocos.
Em um telefonema, Ben é informado de que Hank fora sequestrado, mas que não será machucado se os McKenna não disserem nada à polícia sobre o aviso de Bernard. Sabendo que Hank estava sobre os cuidados de Lucy, Ben envia Edward para localizá-los. Quando Ben e Jo retornam ao hotel, eles descobrem que Edward havia deixado o hotel.
É nesse momento que Ben descobre que os Drayton são o casal que Louis Bernard estava procurando, e que eles estão envolvidos no sequestro de Hank. Quando ele descobre que os Drayton são de Londres, ele decide que ele e Jo devem ir a Londres tentar encontrá-los, e a Hank, através de Ambrose Chappelle.
Em Londres, o inspetor Buchanan da Scotland Yard (Ralph Truman) diz a Jo e Ben que Louis Bernard estava no Marrocos tentando descobrir um plano de assassinato, e que eles deveriam contatá-lo se eles ouvissem dos sequestradores. Deixando seus amigos em sua suíte de hotel, os McKenna procuram um homem chamado "Ambrose Chappelle". Jo percebe que eles não devem procurar uma pessoa, mas um lugar: "Capela de Ambrose", e é aí que os McKenna acham Edward Drayton, conduzindo uma cerimônia. Jo sai da capela para chamar a polícia. Depois que Drayton envia seus paroquianos para casa, Ben entra em confronto com Drayton e é nocauteado e trancado na capela. Jo chega com a polícia na capela, agora trancada, mas eles não podem invadir a capela sem um mandado.
Jo descobre que Buchanan foi para um concerto de sinfonia no Royal Albert Hall, e ela pede à polícia para ajudá-la a chegar ao local. Uma vez que a polícia e Jo saem, os Drayton escapam pela parte traseira da capela e levam Hank a uma embaixada estrangeira. Enquanto isso, no lobby do Albert Hall, Jo vê o homem sinistro que havia batia em sua porta no Marrocos. Quando ele ameaça machucar Hank, se ela interferir, ela percebe que ele é o assassino enviado para matar o Primeiro Ministro estrangeiro (Alexis Bobrinskoy) no concerto.
Ben, tendo escapado da capela através do campanário, segue Jo até o teatro, onde ela lhe aponta o assassino. Ben procura nos camarotes pelo assassino, que está à espera da batida do címbalo para mascarar seu tiro. Ao bater do címbalo, Jo grita, e o assassino erra seu alvo, apenas atingindo-o de raspão. Ben luta com o suposto assassino, que cai do camarote e morre.
Concluindo que Hank provavelmente está na embaixada, mas que a embaixada é soberana e, portanto, isenta de investigação, os McKenna elaboram um esquema para garantir um convite do agradecido Primeiro Ministro. O próprio embaixador (Mogens Wieth) havia organizado a trama para matar o Primeiro Ministro, e culpou os Drayton pela tentativa fracassada. Ao saber que foram os McKenna que frustraram seu plano, ele ordena que os Drayton escondam Hank e preparem-se para matá-lo.
O Primeiro Ministro pede que Jo cante. Ela canta, bem alto, a canção "Que Sera, Sera (Whatever Will Be, Will Be)", para que Hank a ouça. Lucy está vigiando Hank, mas tendo dúvidas sobre o plano, diz-lhe para assobiar junto com a música. Ben encontra Hank. Drayton tenta fugir com eles, sobre a mira de um revolver, mas quando Ben bate nele, ele cai e morre acidentalmente.
Os McKenna retornam à suíte de hotel. Ben explica aos seus amigos, que agora estão dormindo: "Me desculpe por termos estado ausentes por tanto tempo, mas tivemos que ir e buscar o Hank".

## Produção
Alfred Hitchcock considerou fazer um remake americano de 'O Homem Que Sabia Demais pela primeira vez em 1941, mas só retomou a ideia em 1956, para fazer um filme que cobriria uma demanda contratual da Paramount Pictures. O estúdio concordou que era um filme que se adaptaria bem à nova década. O roteirista John Michael Hayes foi contratado com a condição de que não assistisse à versão original nem lesse seu roteiro, com todos os detalhes do enredo provenientes de um briefing com Hitchcock. Somente as cenas de abertura do script estavam prontas quando as filmagens começaram, e Hayes teve que enviar por via aérea as páginas subsequentes do roteiro, conforme ele as ia finalizando.
A seqüência no Albert Hall foi inspirada nos quadrinhos de H. M. Bateman, "The One-Note Man" ("O Homem de Uma Nota Só"), que seguia a vida diária de um músico que só tocava uma nota em uma sinfonia, semelhante ao musico de címbalo no filme.

## Música
O compositor Bernard Herrmann, freqüente colaborador de Hitchcock, escreveu a trilha sonora "de fundo" do filme; no entanto, a performance de Storm Clouds Cantata, sob a regência de Herrmann, foi usada como trilha para o clímax do filme. Além disso, a personagem de Doris Day é uma cantora profissional bem conhecida, e agora aposentada. Em dois pontos do filme, ela canta a canção de Livingston e Evans "Que Sera, Sera (Whatever Will Be, Will Be)", que ganhou o Oscar da Melhor Canção de 1956, sob o título alternativo "Whatever Will Be, Will Be (Que Sera, Sera)". A canção atingiu o segundo lugar nas paradas pop dos Estados Unidos, e a posição de número oito no Reino Unido.
Herrmann teve a opção de compor uma nova cantata para ser usada durante o clímax do filme. No entanto, ele achou que a cantata de Arthur Benjamin, Storm Clouds, do filme original de 1934, se adequava tão bem ao filme que ele declinou, embora ele tenha expandido a orquestração, e inserido várias repetições para tornar a sequência mais longa. Herrmann pode ser visto conduzindo a Orquestra Sinfônica de Londres, com a mezzo soprano Barbara Howitt, e o coro, durante as cenas no Royal Albert Hall. A sequência no Albert Hall dura doze minutos, sem qualquer diálogo, desde o início da Storm Clouds Cantata até o clímax, quando o personagem de Doris Day grita.

## Recepção
O filme foi um sucesso comercial. Filmado com um orçamento de US$ 1,2 milhão, o filme arrecadou US$ 11.333.333 nas bilheterias americanas.
Em 2004, o American Film Institute incluiu a música "Que Sera, Sera (Whatever Will Be, Will Be)" na posição 48 em sua lista 100 Anos... 100 Canções.

## Home video
O Homem Que Sabia Demais não teve um re-lançamento até 1983, quando foi comprado pela Universal Pictures. O filme foi lançado em home video, pela Universal Pictures, nos formatos VHS, DVD e Blu-ray. O DVD de 2000 inclui um documentário especial sobre a gravação do filme, incluindo entrevistas com a filha de Hitchcock, Patricia Hitchcock, e membros da equipe de produção.